# Beşinci mevsim
"Beşinci Mevsim" ("A quinta estação") foi a canção que representou a Turquia no Festival Eurovisão da Canção 1996 que teve lugar em Oslo, Noruega, em 18 de maio de 1996.
A referida canção foi interpretada em turco por  Şebnem Paker. Foi a primeira canção a ser interpretada na noite do festival,antes da canção britânica "Ooh Aah... Just a Little Bit", interpretada por Gina G. A canção turca terminou em 12.º lugar, tendo recebido um total de 57 pontos. No ano seguinte, em 1997, Paker voltaria a representar o seu país, desta feita com a canção "Dinle".

## Autores
| AUTORES                    |
| -------------------------- |
| Letrista: Selma Çuhacı     |
| Compositor: Levent Çoker   |
| Orquestrador: Levent Çoker |

## Outras versões
| Outras Versões          |
| ----------------------- |
| "Hand in hand" (inglês) |